# Erik Nilsson (Kruus)
Erik Nilsson (Kruus), död före 1583, var en svensk överste och skeppshövitsman.

## Biografi
Erik Nilsson var son till hövitsmannen Nils Jespersson (Kruus) och Anna Stake. Han var från 1566 till 1571 hövitsman vid Svenska flottan. Under tiden där var han även hövitsman från 1566 till 1567 på skeppet Sankt Christoffer, amiral för lilla skeppsflottan 31 augusti 1569, hövitsman över krigsfolket i Norrland 11 november 1569 och hövitsman på skeppet Tautheij 1570. Erik Nilsson avled före 1583.
Erik Nilsson innehade, efter arvskifte med farbrodern Lars Jespersson 1578 Hesselby och Uddeboö.

### Familj
Erik Nilsson gifte sig med Brita Ulfsdotter Snakenborg (död 1603), dotter till slottsloven Ulf Henriksson (Snakenborg) av släkten Bååt på Stegeborg och Agneta Lillie. De fick tillsammans barnen Anna Eriksdotter Cruus af Edeby (död före 1628) som var gift med Mårten Simonsson Båhr i Preussen och Erik Eriksson Cruus. Hans änka gifte om sig med Lars Åkesson Soop.